# Хайнрих LXXII (Ройс-Еберсдорф)
Хайнрих LXXII Ройс-Еберсдорф (на немски: Heinrich LXXII von Reuß-Ebersdorf (jüngere Linie); * 27 март 1797, Еберсдорф; † 17 февруари 1853, Дрезден) от младата линия на Дом Ройс, е последният от фамилията му княз на Ройс-Лобенщайн (1822 – 1824) и Ройс-Еберсдорф (1824 – 1848).

## Биография
Той е син на княз Хайнрих LI Ройс-Еберсдорф (1761 – 1822) и съпругата му графиня Луиза Хенриета фон Хойм (1772 – 1832), дъщеря на граф Готхелф Адолф фон Хойм (1731 – 1783) и графиня София Августа фон Щолберг-Росла (1754 – 1776), дъщеря на граф Фридрих Бото фон Щолберг-Росла (1714 – 1768) и графиня Хенриета Ройс-Гера (1723 – 1789), дъщеря на граф Хайнрих XXV Ройс-Гера (1681 – 1748) и пфалцграфиня София Мария фон Биркенфелд-Гелнхаузен (1702 – 1761). Майка му е последна от нейния род.
Сестра му Аделхайд Ройс-Еберсдорф (1800 – 1880) e омъжена на 18 април 1820 г. в Еберсдорф за княз Хайнрих LXVII Ройс-Шлайц (1789 – 1867), вторият син на граф/княз Хайнрих XLII Ройс-Шлайц (1752 – 1818) и принцеса Каролина Хенриета фон Хоенлое-Кирхберг (1761 – 1841).
Хайнрих учи в Берн, Гьотинген и Дрезден, и пътува в Англия и Франция. През 1822 г., след баща му, той става княз на Ройс-Еберсдорф. След изчезването на род Ройс-Лобенщайн получава тяхното княжество и го обединява със своето княжество като Княжество Ройс-Лобенщайн и Еберсдорф.
Хайнрих въвежда реформи, създава застраховка за пожари и през 1826 г. увеличава таксата. От множество села селяните тръгват към Хара, стига се до сблъсъци, при които повече от десет селяни са застреляни. Гражданските вестници пишат за него и се иска неговото наказание от Бундестага.
След смъртта на майка му през 1832 г. той наследява големи собствености от нейния род Хойм. Хайнрих има връзка с танцьорката Лола Монтес, която се държи скандално и той трябва да я изгони от страната през 1843 г.
През неспокойствията през революционната 1848 г. около 400 души отиват в Еберсдорф, за да дадат на княза своите искания. Той прави обещания, но изненадващо абдикира на 1 октомври 1848 г. в полза на Хайнрих LXII фон Ройс-Шлайц (1785 – 1854), синът на граф Хайнрих XLII Ройс-Шлайц (1752 – 1818), граф Ройс-Шлайц (1784 – 1806), княз Ройс-Шлайц (1806 – 1818) и принцеса Каролина Хенриета фон Хоенлое-Кирхберг (1761 – 1841), най-големият син на граф/княз Хайнрих XLII Ройс-Шлайц (1752 – 1818) и принцеса Каролина Хенриета фон Хоенлое-Кирхберг (1761 – 1841). Хайнрих LXII фон Ройс-Шлайц обединява разделените от 200 година територии и линии на „Ройс младата линия“.
Хайнрих се оттегля в Гутеборн в Бранденбург и умира след пет години неженен на 55 години на 17 февруари 1853 г. в Дрезден.